# ゾテピン
ゾテピン（英語: Zotepine）は、非定型抗精神病薬の一種。セロトニン・ドパミン拮抗薬（SDA）。統合失調症の治療薬に使用される。日本では商品名ロドピン (Lodopin) でアステラス製薬より発売されている。

## 禁忌・注意
- 昏睡状態の者、バルビツール酸誘導体の強い影響下にある者は中枢神経抑制作用を増強させることがあるため、投与できない。
- テルフェナジンを投与中の者は、投与できない。
- アドレナリンを服用中の者は、血圧降下を起こすことがあるため、併用できない。

## 効能・効果
統合失調症

## 種類

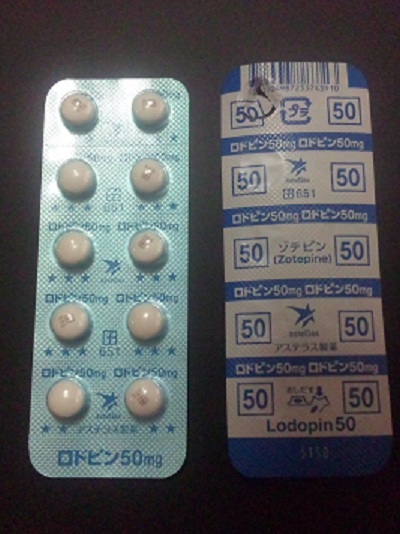
ロドピン50㎎錠

- 錠剤:25mg,50mg,100mg
- 散:10%,50%[1]